# N'ko (langue)
Le n'ko (on trouve également nko) (en n’ko : ߒߞߏ) est une forme koinè unifiée standardisée de plusieurs langues mandingues écrites dans l'écriture n'ko. Il est utilisé en Guinée, en Guinée-Bissau, au Mali, en Côte d'Ivoire, au Burkina Faso et dans certains autres pays d'Afrique de l'Ouest, principalement, mais pas exclusivement, sous forme écrite, tandis qu'à l'oral, les différentes variétés de mandingue sont utilisées : le maninkakan de l'Est, le bambara, le dioula et d'autres.

## Présentation
Il s'agit d'une langue littéraire avec une grammaire prescriptive connue sous le nom de ߞߊ߲ߜߍ (kángbɛ, kán-gbɛ « langue-manière ») codifiée par Solomana Kante, avec la variété màninkamóri, parlée dans la région de Kankan, terre natale de Kante, et servant de dialecte médiateur,,,.
Valentin Vydrin (en) en 1999 et Coleman Donaldson en 2019 indiquent que la popularité de l'écriture des langues mandingues sous la forme standardisée n'ko est en augmentation. Cette forme écrite standardisée est de plus en plus utilisée pour l'alphabétisation des locuteurs de différentes origines. Elle est également couramment utilisée dans la communication électronique.
La norme s'efforce de représenter toutes les langues mandingues d'une manière qui tente de montrer une phonologie « proto-mandingue » commune et l'étymologie des mots, y compris lorsque la prononciation réelle dans les variétés parlées modernes est significativement différente. Par exemple, il existe au moins une telle convention, pour représenter les vélaires entre les voyelles : [ɡ], [k], [ɣ], [x] ou zéro peuvent être prononcés, mais l'orthographe sera la même. Par exemple, le mot pour « nom » en bambara est [tɔɡɔ] et en maninka c'est [tɔɔ], mais la forme écrite standard du n'ko est ߕߐ߮ tô. Dans la communication écrite, chaque personne l'écrira d'une manière unifiée unique en utilisant l'écriture n'ko, et pourtant le lira et le prononcera comme dans sa propre variété linguistique.
Le 27 juin 2024, n'ko est ajouté à Google Translate.